# Etničke grupe Švedske
Etničke grupe Švedske; 9,160,000 stanovnika (UN Country Population; 2008.), blizu 60 naroda
- Ajsori, 10.000
- Albanci:
  - Toski, 4100
- Amhara, 12.000
- Angloamerikanci, 14.000
- Austrijanci, 6200
- Bošnjaci, 53.000
- Brazilci, 8900
- Britanci, 18.000
- Bugari, 3600
- Česi, 8000
- Čileanci, 27.000
- Dalekarlinci, 1600
- Danci, 45.000
- Estonci, 1800
- Finci, 200.000
- Francuzi, 5300
- Germanošvicarci, 2700
- Grci, 12.000
- Hindusi, 11.000
- Hrvati, 27.000
- Ingri, 13.000
- Iranci, 51.000
- Islanđani, 3600
- Zelenortski mestici, 700
- Korejci, 45.000
- Kurdi, sjeverni, 10.000
- Laponci:
  - Lule Laponci, 6200
  - Pite Laponci, 2100
  - Južni Laponci, 600
  - Ume Laponci, 1000
  - Sjeverni Laponci, 5200
- Latvijci, 6400
- Libanonski Arapi, 20.000
- Mađari, 14.000
- Marokanski Arapi, 4500
- Nijemci, 36.000
- Nizozemci, 4500
- Norvežani, 4300
- Poljaci, 	40.000
- Romi, 
  - švedski, 4500
  - Tottare, 25.000
  - Kalderaši, 1100
  - Finski Kalo Romi, 1600
- Rumunji, 	12.000
- Rusi, 8900
- Sirijski Arapi, 12.000
- Slovaci, 1100
- Slovenci, 5300
- Somalci, 12.000
- Srbi, 62.000
- Španjolci, 5300
- Šveđani, 	8,050.000
- Talijani, 6200
- Tibetanci, 900
- Tornedalci, 80.000
- Turci, 18.000
- Turoyo Sirjaci, 16.000
- Vijetnamci, 11.000
- Židovi, švedski, 15.000